# Irena Turnau
Irena Turnau (ur. 7 marca 1925 w Świętem, zm. 2 sierpnia 2008 w Warszawie) – polska historyk kultury materialnej i etnograf historyczny, socjolog, profesor doktor habilitowany.

## Życiorys
Córka Stanisława Turnaua i Jadwigi ze Świeżyńskich. W latach 1943–1945 studiowała na tajnym Uniwersytecie Ziem Zachodnich w Warszawie, a następnie kontynuowała naukę na Uniwersytecie Jagiellońskim. W 1946 ukończyła studia i rozpoczęła pracę jako asystentka w Zakładzie Socjologii Uniwersytetu Wrocławskiego, pod kierunkiem prof. Pawła Rybickiego napisała pracę doktorską o ludności współczesnego Wrocławia. W 1950 rozpoczęła pracę jako adiunkt w bibliotece Zakładu Narodowego im. Ossolińskich, a po trzech latach przeszła do Instytutu Historii Kultury Materialnej Polskiej Akademii Nauk (PAN). W latach 1954–1961 była tam adiunktem, 1961–1971 docentem i od 1971 profesorem. Równocześnie była pracownikiem Instytutu Archeologii i Etnologii PAN, gdzie kierowała Pracownią Ikonograficzną i Zakładem Dokumentacji. Habilitowała się na mocy uchwały z 27 kwietnia 1961 roku w Instytucie Historii Kultury Materialnej Polskiej Akademii Nauk w Warszawie na podstawie pracy pt. Zmiany w wytwórczości tekstylno-odzieżowej na ziemiach środkowej Polski w XVIII w.. Zasiadała w Radach Naukowych Instytutu Archeologii i Etnologii PAN oraz Instytutu Nauki i Techniki PAN. Należała do grona założycieli i była członkiem Klubu Kostiumologii i Tkaniny Artystycznej Stowarzyszenia Historyków Sztuki.
Turnau była autorytetem naukowym w dziedzinie historii światowego włókiennictwa i ubiorów. Przedmiotem jej badań była historia polskiego skórnictwa, dzieje odzieży mieszczańskiej Warszawy i małych miast w Wielkopolsce, badała również historię polskiego i europejskiego włókiennictwa, rozwój różnych technik garbarskich XVI–XVIII w., historię polskiego i europejskiego rzemiosła, a także kulturę materialną i obyczaje mieszkańców miast w dawnej Polsce.
Pochowana na cmentarzu w Gołąbkach, w warszawskiej dzielnicy Ursus.

## Publikacje
Autorka m.in.: 
- 1962: Zmiany w polskiej produkcji włókienniczej XVIII wieku
- 1967: Odzież mieszczaństwa warszawskiego w XVIII wieku
- 1968: Kultura materialna oświecenia w rycinach Daniela Chodowieckiego
- 1975: Garbarstwo na ziemiach polskich w XVI–XVIII wieku
- 1975: Skórnictwo odzieżowe w Polsce XVI–XVIII wieku
- 1979: Historia dziewiarstwa europejskiego do początku XIX wieku
- 1984: Moda i technika włókiennicza w Europie od XVI do XVIII wieku
- 1987: Historia europejskiego włókiennictwa odzieżowego od XIII do XVIII wieku
- 1991: History of dress in Central and Eastern Europe from the sixteenth to the eighteenth century
- 1991: History of knitting before mass production
- 1991: Ubiór narodowy w dawnej Rzeczypospolitej
- 1999: Słownik ubiorów. Tkaniny, wyroby pozatkackie, skóry, broń i klejnoty oraz barwy znane w Polsce od średniowiecza do początku XIX w.